# Худояш, Павел Иванович
Павел Иванович Худояш (7 марта 1926, Николаев — 21 марта 2012 года, Николаев) — советский футболист, защитник, полузащитник, нападающий. Мастер спорта СССР (1956). Участник ВОВ. Воевал на крейсере «Красный Кавказ». Награждён орденом Славы 3-й степени, медалями.

## Карьера
Футболом начал заниматься в 1945 году. Выступал в командах советских оккупационных войск в Германии.
В 1946—48 играл за сборную команду Черноморского флота. С 1949 по 1953 выступал за команду ВМС (Москва). В 1950 году в её составе занял первое место среди команд класса «Б» чемпионата СССР.
С 1953 по 1954 играл за команду «Металлург» (Одесса). С 1954 по 1959 — за команду «Зенит» (Ленинград). Дебют в составе «Зенита» — 25 июля 1954 года в домашней игре против команды «Трудовые резервы» (Ленинград) — 0:1. Футбольную карьеру заканчивал в николаевском «Авангарде» («Судостроитель»), выступая в основном составе до 38-летнего возраста. Вице-чемпион Украины 1960 года.
В составе сборной Ленинграда участвовал в футбольном турнире первой Спартакиады народов СССР (1956), где занял четвёртое место. За это достижение он удостоен звания «Мастер спорта СССР».
В 1970 окончил факультет физического воспитания Николаевского педагогического института, затем — курсы тренеров в Москве. Преподавал в николаевских ДЮСШ. Среди его воспитанников Евгений Деревяга, Иван Балан и другие игроки.
Умер 21 марта 2012 года на 87-м году жизни. Похоронен 23 марта в Николаеве.
Николаевская областная федерация футбола проводит турнир памяти Павла Худояша.